# Aricia (helység)

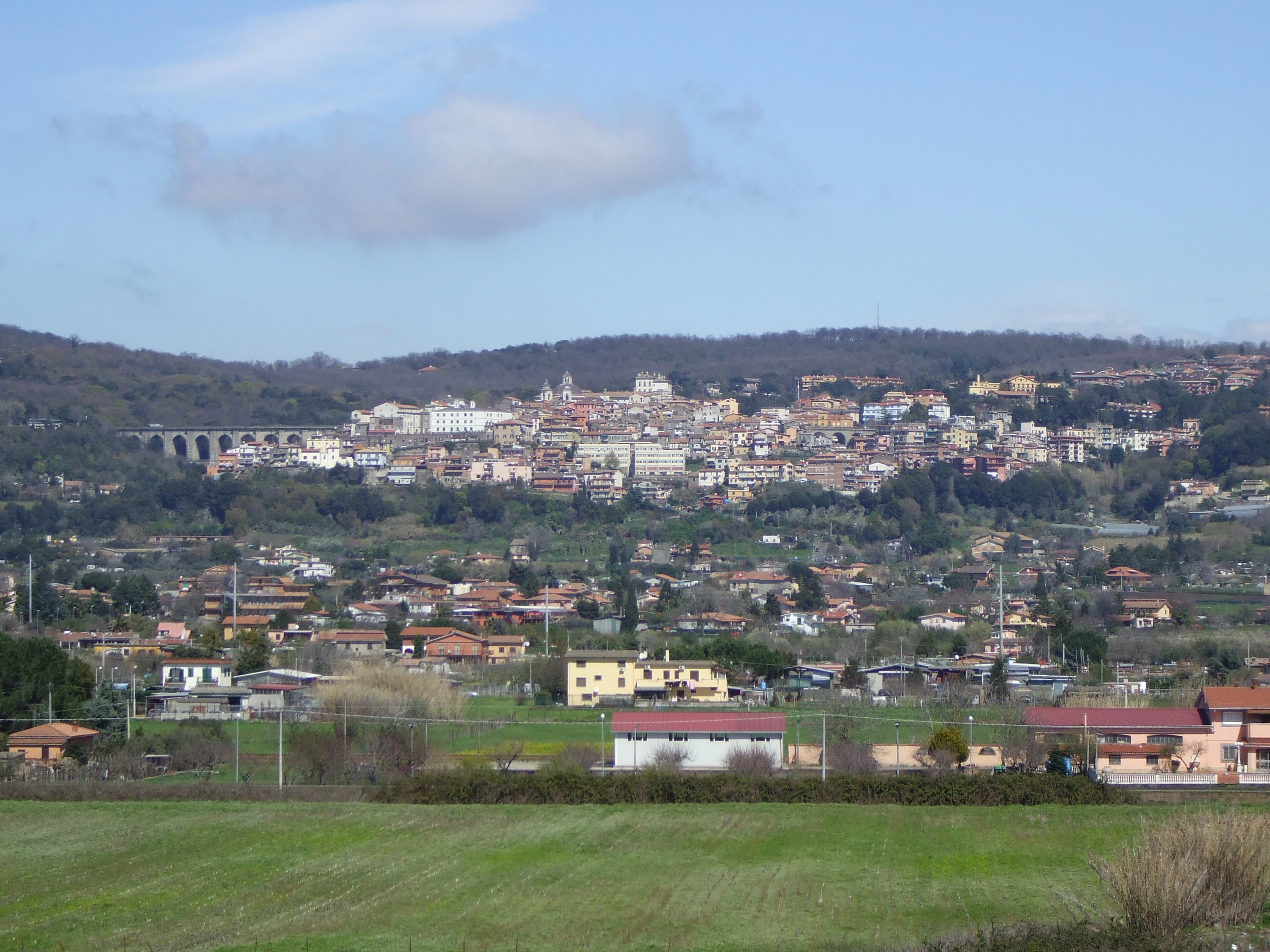
Ariccia a domboldalon, balra a "nagy híd", előtérben Vallericcia település

Aricia ókori latin település Rómától kb. 20 km-re délkeletre.
Alapításmondája szerint Archilocus Siculus alapította. A település első említése Kr. e. 506-ból való, amikor is az etruszkok és a kyméi (Cumae) görögök vívtak csatát a város határában. A latin törzsek ariciai vezetéssel szövetkeztek Kr. e. 510-ben Róma ellen, ám Kr. e. 493-ban Róma is belépett a szövetségbe. Az ariciai szövetség Kr. e. 338-ig állt fenn.
A rómaiak a Kr. e. IV. században foglalták el, municipium rangot kapott és a Via Appia kapcsolta össze Rómával.
Mai neve Ariccia.